# ماه‌سلطان ربانی
ماه‌سلطان ربّانی نجف آبادی( ۱۳۰۵– ۶ فروردین ۱۳۸۹)، همسر حسین علی منتظری بود. وی در یک خانواده کشاورز، در نجف‌آباد اصفهان به‌دنیا آمد و  در ۱۳ شهریور ۱۳۲۱ با حسین علی منتظری ازدواج کرد. ربّانی در تاریخ ۶ فروردین ۱۳۸۹ در قم درگذشت.
از آن‌جا که مراسم تشییع پیکر حسین علی منتظری در قم، علی‌رغم تهدیدها و بازداشت‌های گسترده توسط نهادهای مرتبط با آیت‌الله علی خامنه‌ای، با حضور هزاران نفر از مردم و هواداران جنبش سبز برگزار شد؛ نیروهای حکومتی ضمن ربودن پیکر همسر وی، مانع از برگزاری مراسم تشییع از منزل تا گلزار شهدای قم شدند. با این وجود، صدها تن از هواداران جنبش سبز و مقلدان منتظری در مراسم تدفین وی که هشت فروردین برگزار شد، شرکت کردند.
مسئولان اداره اطلاعات و دادگاه ویژه روحانیت، به خانواده وی دستور داده بودند که تنها از فاصله ۱۵۰ متری گلزار شهدا، تشییع صورت گیرد.
سعید منتظری در این‌باره گفت: «عمر مجاهدت‌های مادر، بیش از عمر بسیاری از مسئولان است. ایشان از زمانی که با آیت‌الله منتظری ازدواج کردند تا سن ۸۳ سالگی که دار فانی را وداع کردند، همواره در همه‌ی اموردر کنار پدر بودند و لحظه‌ای از آرمان‌هایی که داشتند عقب‌نشینی نکردند». نیروهای امنیتی ضمن ایجاد فضای امنیتی، عده‌ای از شرکت‌کنندگان را بازداشت کردند.

## درگذشت و حوادث مربوط به تشییع جنازه
حسینعلی منتظری که معروف ترین مرجع تقلید منتقد حکومت ایران به‌شمار می‌رفت، اواخر آذرماه سال ۱۳۸۸ خورشیدی درگذشت و مراسم تشییع جنازه او به صحنه قدرت‌نمایی هواداران جنبش اعتراضی ایران، موسوم به «جنبش سبز» تبدیل شد. پس از آن، حکومت ایران از بیم حضور گسترده مخالفان دولت، از برگزاری مراسم ترحیم برای حسینعلی منتظری در شهرهای اصفهان، شیراز و زنجان جِلوگیری کرد. سه ماه بعد، روز شنبه ۷ فروردین، سایت اینترنتی دفتر منتظری از درگذشت ماه سلطان ربانی، همسر منتظری خبر داد و اعلام کرد که مراسم تشییع جنازه او ساعت ۱۰ صبح روز بعد برگزار خواهد شد، اما مسئولان اداره اطلاعات و دادگاه ویژه روحانیت قم با مراجعه به بیت آقای منتظری از آن‌ها خواستند که مراسم تشییع را به صورت محدود و تنها در نزدیکی محل دفن انجام دهند.
احمد منتظری در مصاحبه با بی‌بی‌سی فارسی گفته بود: «قرار شد که مراسم تشییع به صورت دسته جَمعی از دفتر به سوی حرم انجام نشود، بلکه افراد در حرم حضرت معصومه جمع شوند و نماز میت در آنجا توسط آیت الله شبیری زنجانی خوانده شود و بعد جنازه به مسجد باب‌الجنه در نزدیکی گلزار شهدا منتقل شود و از آنجا تا گلزار تشییع و سپس دفن شود»؛ اما پس از آن، سعید منتظری فرزند آیت الله حسینعلی منتظری، خبر از انتقال پیکر مادرشان به سردخانه را داد و گفت که در حال حاضر، پیکر ایشان در اختیار حکومت است و هر کاری که می‌خواهند انجام دهند؛ ولی از ما انتظار نداشته باشند که در آن مشارکت داشته باشیم. اگر خانواده مرحومه نتوانند بر اساس اعلام قبلی خود به آشنایان، مراسم را برگزار کننده آنان از شرکت در مراسم حکومتی هم خودداری کرده و در مراسم تشییع و تدفین شرکت نخواهند کرد».
با وجود این، صدها تن از هواداران جنبش سبز و مقلدان آیت الله حسینعلی منتظری در مراسم تدفین وی که ۸ فروردین برگزار شد، شرکت کردند. نماز میت توسط آیت الله سید موسی شبیری زنجانی اقامه گردید و برخی مراجع همچون آیت الله اسدالله بیات زنجانی نیز پیام تسلیتی صادر کردند.میرحسین موسوی و مهدی کروبی، از رهبران جنبش سبز، به مناسبت درگذشت وی پیام تسلیتی صادر کردند.

## دستگیری و شکنجه تشیع‌کنندگان
عده‌ای از شرکت کنندگان در مراسم وی در قم، توسط نیروهای امنیتی دستگیر شده و پس از انتقال به مرکز نیروی انتظامی تحت شکنجه‌های وحشیانه قرار گرفتند. نیروهای امنیتی تهدید کرده بودند که آنان را به دریاچه نمک قم خواهند انداخت.